# Крог (лунный кратер)
Кратер Крог (лат. Krogh) — небольшой ударный кратер на восточном крае диска видимой стороны Луны.  Название присвоено в честь  датского физиолога, лауреата Нобелевской премии по физиологии и медицине 1920 года, Августа Крога и утверждено Международным астрономическим союзом в 1976 г.

## Описание кратера

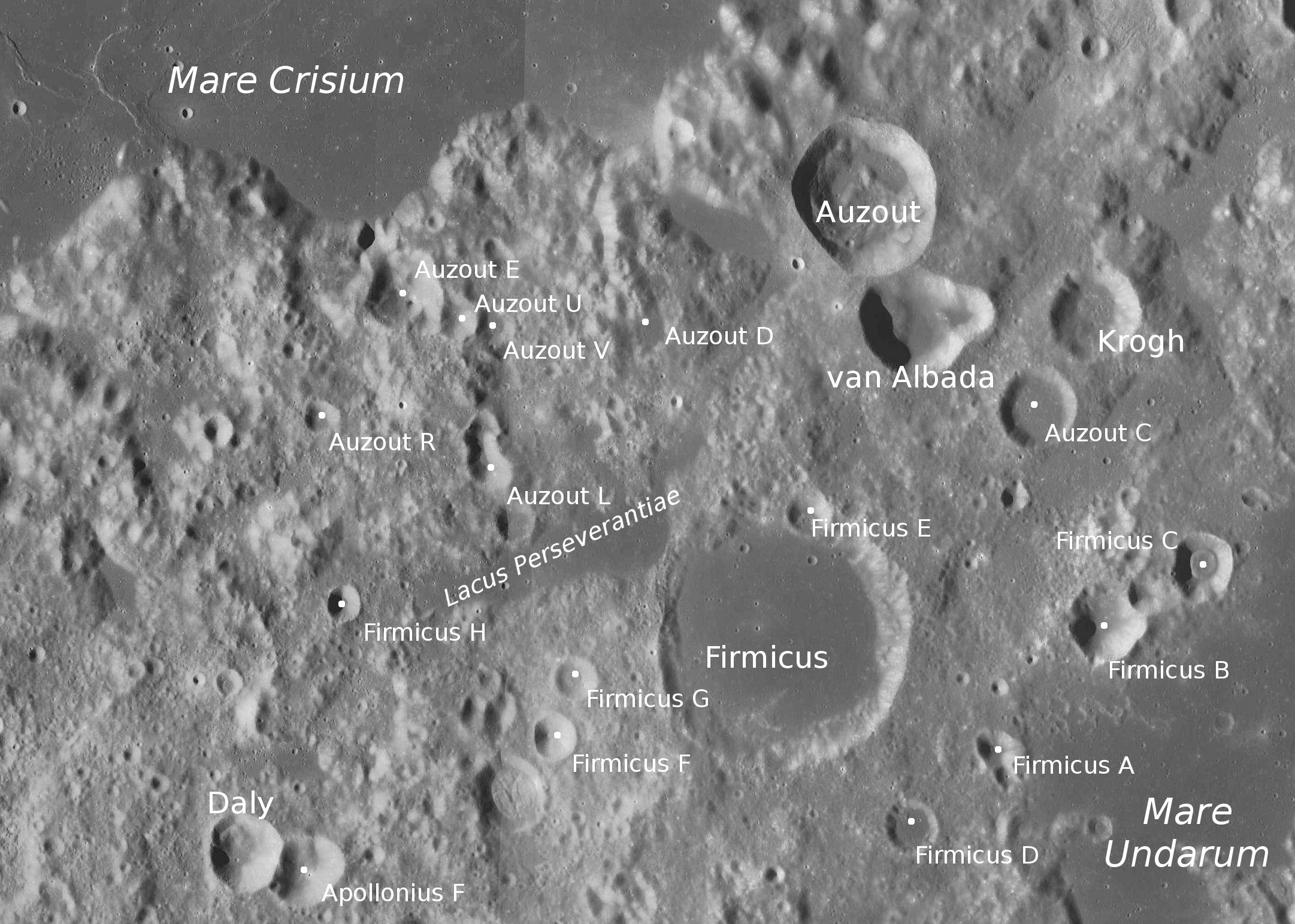
Окрестности кратера Крог. Снимок зонда Lunar Reconnaissance Orbiter.

Ближайшими соседями кратера Крог являются кратер Ван Альбада на западе; кратер Озу на северо-западе; кратер Кондорсе на северо-востоке; кратер Дубяго на юго-востоке и кратер Фирмик на юге-западе. На северо-западе от кратера Крог располагается Море Кризисов, на юго-востоке Море Волн. Селенографические координаты центра кратера 9°25′ с. ш. 65°41′ в. д. / 9,41° с. ш. 65,69° в. д., диаметр 19,2 км, глубина 1,96 км.
Кратер Крог имеет циркулярную чашеобразную форму, умеренно разрушен. Вал сглажен, в северо-западной части отмечен мелким кратером. Внутренний склон гладкий. Высота вала над окружающей местностью достигает 1390 м, объем кратера составляет приблизительно 6800 км³.  Дно чаши сравнительно ровное, без приметных структур.
До получения собственного наименования в 1976 г. кратер имел обозначение Озу B (в системе обозначений так называемых сателлитных кратеров, расположенных в окрестностях кратера, имеющего собственное наименование).

## Сателлитные кратеры
Отсутствуют.

## См.также
- Список кратеров на Луне
- Лунный кратер
- Морфологический каталог кратеров Луны
- Планетная номенклатура
- Селенография
- Минералогия Луны
- Геология Луны
- Поздняя тяжёлая бомбардировка